# 오가타 하루나
오가타 하루나(일본어: 尾形春水, 1999년 2월 15일 ~ )는 일본의 여성 아이돌 그룹 모닝구무스메의 전 멤버이자 유튜버이다. 오사카부 출신.

## 개요
2014년
- 3월 ~ 8월,「모닝구무스메'14 <골든> 오디션」에 응모해 합격했다[1]. 동년 9월 30일에 일본 무도관에서 열린「모닝구무스메'14 콘서트 투어 가을 GIVE ME MORE LOVE ~미치시게 사유미 졸업기념 스페셜~」에서 모닝구무스메'14 12기 멤버로서 첫 피로연하였다.
- 12월 12일, 모닝구무스메 12기 멤버의 공식 블로그가 개설돼 첫 투고했다[2].

2018년
- 3월 27일, 대학 진학에 전념하기 위해 모닝구무스메。'18 봄 콘서트 투어 최종 공연을 마지막으로 모닝구무스메。'18 그리고 헬로! 프로젝트를 졸업하는 것을 발표[3].
- 6월 20일, 일본 무도관에서 행해진「모닝구무스메。탄생 20주년 기념 콘서트 투어 2018 봄 ~We are MORNING MUSUME。~ 파이널」의 공연에서 모닝구무스메。'18 및 헬로! 프로젝트를 동시 졸업.

2019년
- 6월 19일, 트위터, 인스타그램, TikTok의 어카운트를 개설[4].
- 8월 8일, 유튜브 채널을 개설.
- 8월 15일, 유튜브의 화면투고를 개시.

2020년
- 4월, 4년제 대학에 편입.

## 인물
특기는 피겨 스케이팅에서 5살부터 9년째 하고 있었다.
취미는 사진 촬영, 동영상 편집.

## 출연

### 라디오
- 모닝구무스메'17 12기 일기! (2015년 1월 4일 ~ 2018년 6월 20일, FM 후지)
- HELLO! DRIVE! -하로드라- (2016년 10월 3일 ~ 2018년 6월 20일, 라디오 네오)
- 모닝구무스메'17 모닝 다이어리 (2017년 4월 6일 ~ 2018년 6월 20일, FM 후지)

### Blu-ray
- Greeting ~오가타 하루나~ (2015년 6월 12일) - e-LineUP! 한정 판매

## 서적

### 사진집
- 미니 사진집「Greeting-Photobook-」(2016년 5월 21일, 오딧세이 출판)

## 소속 유닛
- 모닝구무스메 (2014년 ~ 2018년)